# 苏利尼亚克
苏利尼亚克（法語：Soulignac，法語發音：[suliɲak]）是法国吉伦特省的一个市镇，属于朗贡区。

## 地理
苏利尼亚克（44°41'53"N, 0°17'0"W）面积11.49 平方千米，位于法国新阿基坦大区吉倫特省，该省份为法国西南部沿海省份，是法國本土面积最大的省，北起滨海夏朗德省，西临大西洋，南至朗德省，东南接洛特-加龍省，东临多爾多涅省。
与苏利尼亚克接壤的市镇（或旧市镇、城区）包括：塔尔贡、卡皮扬、卡尔当、拉多、里翁。

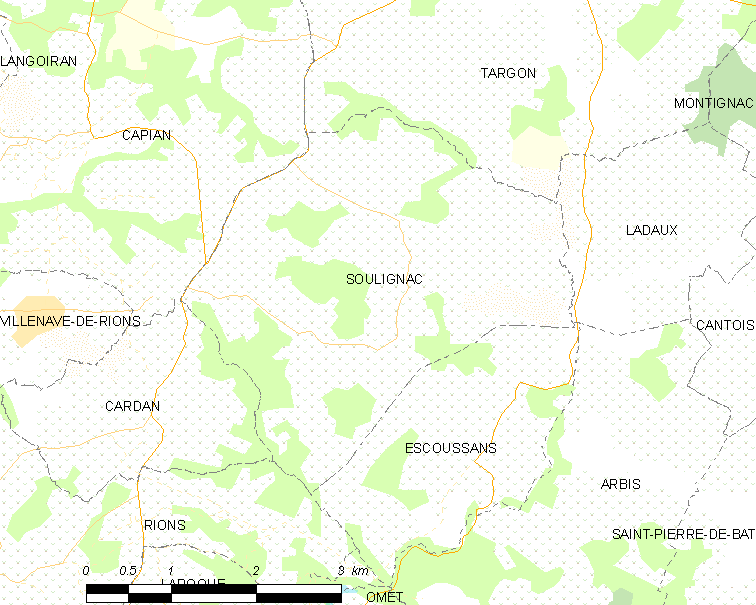
苏利尼亚克的OSM定位图

苏利尼亚克的时区为UTC+01:00、UTC+02:00（夏令时）。

## 行政
苏利尼亚克的邮政编码为33760，INSEE市镇编码为33515。

## 政治
苏利尼亚克所属的省级选区为海间县。

## 人口

1962-2008年间苏利尼亚克人口变化图示

苏利尼亚克于2022年1月1日时的人口数量为414人。